# Сафаров, Ахмед
Ахмед Сафаров — советский таджикский хозяйственный, государственный и партийный деятель.

## Биография
Родился в 1913 году в Шахринауском районе. Член КПСС с 1941 года.
С 1931 года — на хозяйственной, общественной и политической работе. В 1931—1974 гг. — секретарь колхоза "Кахрамон" Шахринауского района, первый секретарь Муминабадского райкома ЛКСМ Таджикистана, в Советской Армии, заведующий отделом пропаганды и агитации Гиссарского РК ЛКСМ Таджикистана, в Советской Армии, помощник секретаря, заведующий военным отделом Яванского райкома КП(б) Таджикистана, заместитель заведующего оргинструкторским отделом Сталинабадского обкома КП(б) Таджикистана, первый секретарь Курган-Тюбинского обкома ЛКСМ Таджикистана, секретарь Ворошиловабадского райкома КП (б) Таджикистана, ответорганизатор, заместитель заведующего административным отделом ЦК КП (б) Таджикистана, первый секретарь Кулябского обкома КП Таджикистана, ответорганизатор, заведующий отделом административных, торгово-финансовых и плановых органов ЦК КП Таджикистана, первый секретарь Пянджского райкома КП Таджикистана, заместитель директора цементного завода в Душанбе, заведующий орготделом исполкома Душанбинского горсовета депутатов трудящихся.
Избирался депутатом Верховного Совета СССР 4-го созыва.
Умер до 1985 года.